# Mardore
Mardore is een voormalige gemeente in het Franse departement Rhône in de regio Auvergne-Rhône-Alpes en telt 507 inwoners (2005).

## Geschiedenis
Op 1 januari 2013 fuseerde de gemeente met Bourg-de-Thizy, La Chapelle-de-Mardore, Marnand en Thizy tot de huidige gemeente Thizy-les-Bourgs.

## Geografie
De oppervlakte van Mardore bedraagt 13,5 km², de bevolkingsdichtheid is 37,6 inwoners per km².
De onderstaande kaart toont de ligging van Mardore met de belangrijkste infrastructuur en aangrenzende gemeenten.

## Demografie
Onderstaande figuur toont het verloop van het inwonertal (bron: INSEE-tellingen).